# عشقية
العِشْقِيَّة أو زَهْرَة العُشَّاق أو زَهْرَة الحُبّ هي جنس نبات من الفصيلة النرجسية.